# Paweł Tanajno
Paweł Jan Tanajno (ur. 17 grudnia 1975 w Warszawie) – polski przedsiębiorca oraz działacz polityczny. Kandydat na Prezydenta RP w wyborach w 2015 oraz w pierwszych i drugich wyborach w 2020.

## Życiorys

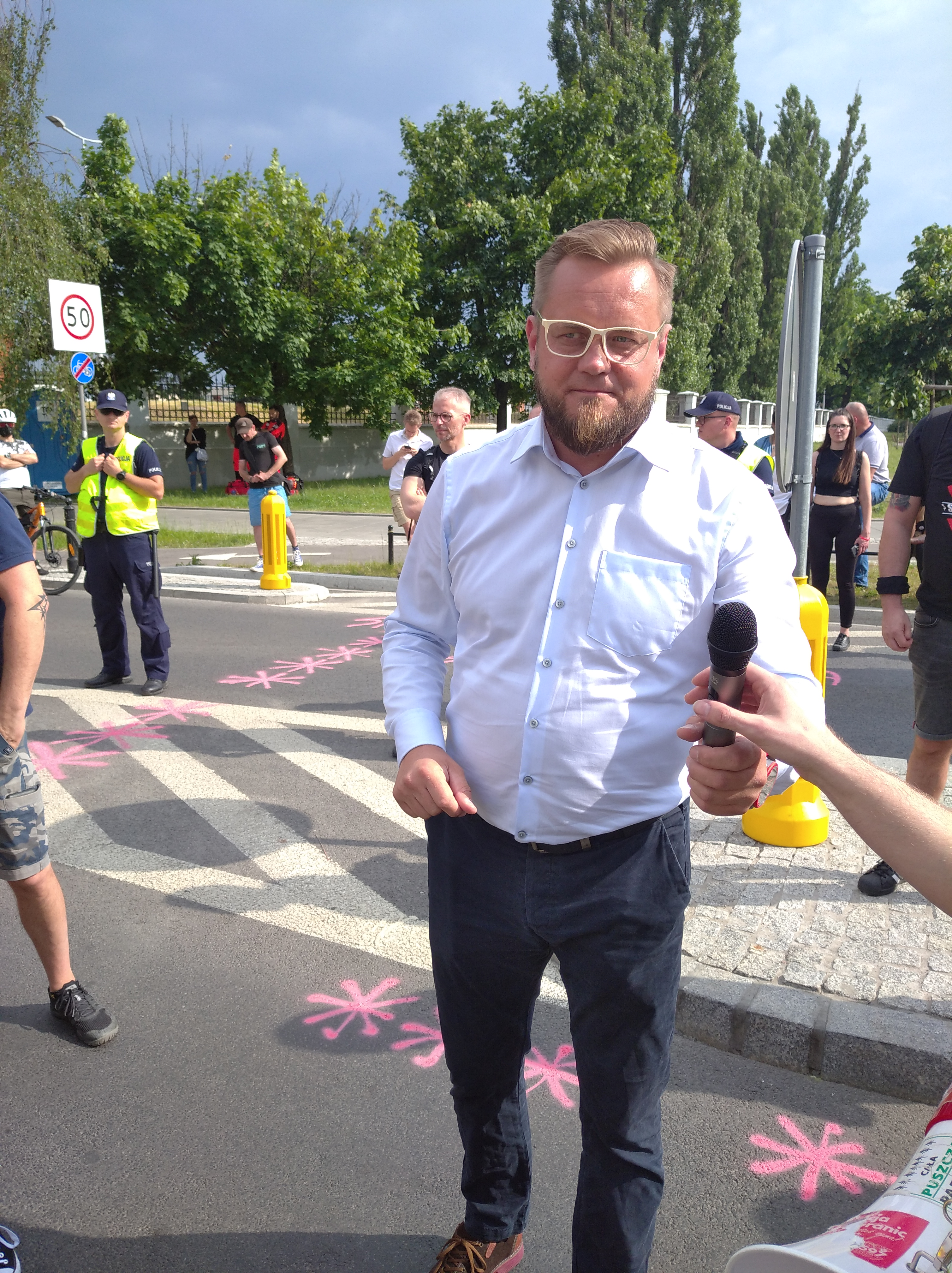
Paweł Tanajno w trakcie mowy wygłoszonej przed siedzibą PiS – jednym z punktów marszu „Nowy ład – stary jad” (26 czerwca 2021)

### Wykształcenie i działalność zawodowa
Pochodzi z Warszawy. Jest przedsiębiorcą, w latach 1995–2004 prowadził sieć sklepów komputerowych Sferis. Ma wyższe wykształcenie w zakresie zarządzania. Studiował także prawo na Uniwersytecie Mikołaja Kopernika w Toruniu, jednak nie kończąc studiów. W latach 2002–2007 był wspólnikiem i członkiem zarządu PTR Spółka z o.o. Od 2006 jest członkiem zarządu Fundacji Nie Troszczcie Się, od 2011 wspólnikiem i członkiem zarządu spółek: Netwit.pl i Iam4U.pl. Zajmuje się doradztwem w kwestiach marketingu internetowego.

### Działalność polityczna
Początkowo należał do Platformy Obywatelskiej. W 2002 otwierał jej okręgową listę do rady warszawskiej dzielnicy Mokotów, nie uzyskując mandatu. W 2010 był związany ze stowarzyszeniem Ruch Poparcia Palikota, z którym zakończył współpracę w związku z nieprawidłowościami finansowymi w organizacji (formalnie nie był członkiem stowarzyszenia). Problemy finansowe Ruchu Poparcia Palikota Paweł Tanajno ujawnił w 2011 w wywiadzie dla tygodnika „Wprost”, za co został pozwany w trybie wyborczym przez Ruch Palikota. Sąd Okręgowy w Warszawie pod przewodnictwem sędziego Tomasza Wojciechowskiego oddalił pozew, orzekając, że Paweł Tanajno nie skłamał, mówiąc o problemach finansowych stowarzyszenia Ruch Poparcia Palikota w wywiadzie dla tygodnika „Wprost”. Przystąpił do powołanej w 2012 partii Demokracja Bezpośrednia. Objął funkcję jej rzecznika prasowego.
Był kandydatem na urząd Prezydenta RP z ramienia Demokracji Bezpośredniej w wyborach prezydenckich w 2015. Poparła go także Partia Kobiet (której kandydatce nie udało się zebrać wymaganej liczby podpisów). Zajął ostatnie, 11. miejsce, zdobywając 29 785 głosów, co stanowiło 0,2% głosów ważnych. W drugiej turze nie udzielił poparcia żadnemu kandydatowi. W wyborach parlamentarnych w 2015 bez powodzenia startował do Sejmu RP z listy komitetu wyborczego Kukiz’15 w okręgu gdyńsko-słupskim.
W wyborach samorządowych w 2018 został pełnomocnikiem wyborczym KWW Odkorkujemy Warszawę. RiGCz. Tanajno. Hawajska+, zapowiedziawszy ubieganie się o prezydenturę Warszawy. Kandydował także do rady miasta, komitet nie uzyskał mandatów. W wyborach na prezydenta stolicy Paweł Tanajno zajął 11. miejsce spośród 14 kandydatów, otrzymując 0,42% głosów. W 2019 znalazł się na 3. miejscu listy Kukiz’15 w wyborach do Parlamentu Europejskiego w okręgu nr 4, obejmującym centralną część województwa mazowieckiego (w tym Warszawę) oraz zagranicę. Otrzymał 2540 głosów, a komitet Kukiz’15 nie uzyskał mandatów. W grudniu 2019 ogłosił wystąpienie z Demokracji Bezpośredniej.
W wyborach w 2020 ponownie został kandydatem na prezydenta Polski. W trakcie kampanii wyborczej stanął na czele protestów przedsiębiorców przeciwko zamrożeniu gospodarki i nieskutecznym, w ich opinii, mechanizmom pomocy dla biznesu w obliczu epidemii COVID-19. W trakcie majowych protestów został dwukrotnie zatrzymany przez policję, w tym pod zarzutem naruszenia nietykalności funkcjonariusza. Środowisko uczestniczące w protestach zapowiedziało powołanie partii Strajk Przedsiębiorców. Po nieodbyciu się głosowania Paweł Tanajno wystartował także w powtórzonych wyborach prezydenckich, w których otrzymał 27 909 głosów (0,14% wszystkich ważnych głosów), zajmując 9. miejsce wśród 11 kandydatów. W drugiej turze nie poparł żadnego kandydata.
W 2021 został przewodniczącym partii Polska Liberalna Strajk Przedsiębiorców, którą zarejestrowano 15 kwietnia tego samego roku (zastąpił Jacka Hołubowskiego). Ugrupowanie to w wyborach parlamentarnych w 2023 zarejestrowało listy wyborcze w 17 z 41 okręgów, przy czym Paweł Tanajno nie wystartował. Dwa dni przed głosowaniem partia wycofała się z wyborów. 
W styczniu 2025 Paweł Tanajno zadeklarował swój start w wyborach prezydenckich w tym samym roku. 3 lutego 2025 zawiadomiono PKW o utworzeniu komitetu wyborczego Pawła Tanajno. W kwietniu komitet zgłosił jego kandydaturę, jednak PKW odmówił rejestracji Tanajno jako kandydata z powodu nie przedstawienia co najmniej 100 tys. podpisów poparcia kandydatury.

## Wyniki wyborcze
| Wybory | Komitet wyborczy | Komitet wyborczy                                                   | Organ                                 | Okręg                                 | Wynik          |
| ------ | ---------------- | ------------------------------------------------------------------ | ------------------------------------- | ------------------------------------- | -------------- |
| 2002   |                  | Platforma Obywatelska                                              | Rada dzielnicy Mokotów                | nr 3                                  | 369 (2,77%)    |
| 2015   |                  | KW Kandydata na Prezydenta Rzeczypospolitej Polskiej Pawła Tanajno | Prezydent RP                          | Prezydent RP                          | 29 785 (0,20%) |
| 2015   |                  | KWW Kukiz'15                                                       | Sejm VIII kadencji                    | nr 26                                 | 4798 (1,03%)   |
| 2018   |                  | KWW Odkorkujemy Warszawę. Rigcz. Tanajno. Hawajska+                | Prezydent miasta stołecznego Warszawy | Prezydent miasta stołecznego Warszawy | 3745 (0,42%)   |
| 2019   |                  | KWW Kukiz'15                                                       | Parlament Europejski IX kadencji      | nr 4                                  | 2540 (0,18%)   |
| 2020   |                  | KW Kandydata na Prezydenta Rzeczypospolitej Polskiej Pawła Tanajno | Prezydent RP                          | Prezydent RP                          | 27 909 (0,14%) |

## Życie prywatne
Żonaty z Agnieszką, mają czwórkę dzieci.